# Girobicupolă pentagonală alungită
În geometrie girobicupola pentagonală alungită este un poliedru convex construit prin alungirea unei girobicupole pentagonale (J31) prin inserarea unei prisme decagonale între cele două jumătăți. Este poliedrul Johnson J39. Rotirea uneia dintre cupolele pentagonale (J5) cu 36° înainte de alungire produce o ortobicupolă pentagonală (J30), iar după alungire produce o ortobicupolă pentagonală alungită (J38).

## Mărimi asociate
Următoarele formule pentru arie, A și volum, V sunt stabilite pentru lungimea laturilor tuturor poligoanelor (care sunt regulate) a:
{\displaystyle A=\left(20+{\sqrt {{\frac {5}{2}}\left(10+{\sqrt {5}}+{\sqrt {75+30{\sqrt {5}}}}\right)}}\right)a^{2}\approx 27,771081~a^{2},}
{\displaystyle V={\frac {1}{6}}\left(10+8{\sqrt {5}}+15{\sqrt {5+2{\sqrt {5}}}}\right)a^{3}\approx 12,342299~a^{3}.}